# 坊っちゃん列車ミュージアム
坊ちゃん列車ミュージアム(ぼっちゃんれっしゃミュージアム)は、愛媛県松山市湊町4丁目の伊予鉄道本社ビル１階にある伊予鉄道の資料館、企業博物館。坊ちゃん列車だけでなく、伊予鉄道の歴史、変遷を見ることができる。

## 概要
館内には、1号機関車の原寸大レプリカや車輌部品・資料、レール、パネル等が展示されている。

## 利用案内
年中無休。入館料無料。営業時間7:00～21:00。